# Pouilly-lès-Feurs
Pouilly-lès-Feurs är en kommun i departementet Loire i regionen Auvergne-Rhône-Alpes i centrala Frankrike. Kommunen ligger i kantonen Feurs som tillhör arrondissementet Montbrison. År 2022 hade Pouilly-lès-Feurs 1 197 invånare.

## Befolkningsutveckling
Antalet invånare i kommunen Pouilly-lès-Feurs
| Referens: INSEE |